# Parlamentswahl in Grönland 1971
Am 16. April 1971 wurden zum sechsten Mal Wahlen zu Grønlands Landsråd abgehalten. Die Zahl der Wahlberechtigten betrug 21.610, die Wahlbeteiligung 67,7 %.

## Wahlrecht
In den 16 Wahlkreisen standen je zwei bis dreizehn Kandidaten zur Wahl, von denen der Kandidat mit der höchsten Stimmenzahl (relative Mehrheit) gewählt wurde. Zusätzlich konnte ein Ausgleichsmandat für eine Partei oder Liste erzielt werden, wenn deren Kandidaten zusammen mehr als ein Sechzehntel der abgegebenen gültigen Stimmen erzielten. Zu dieser Wahl traten keine Parteien aber einige Listen an. Die meisten Kandidaten waren jedoch, wie bei den Wahlen zuvor, unabhängige Einzelkandidaten.

## Ausgangslage
Im 1967 gewählten grönländischen Landsråd saßen 16 unabhängige Mitglieder sowie ein Vertreter der Inuit-partiet (Ip), die 1971 nicht erneut antrat. Landesratsvorsitzender war Erling Høegh.

## Teilnehmende Listen
Zur Wahl traten neben den unabhängigen Kandidaten fünf verschiedene Listen an:
| Liste | Liste                                                | Kürzel | Deutsche Bedeutung                                     |
| ----- | ---------------------------------------------------- | ------ | ------------------------------------------------------ |
|       | Blå Kors                                             | BK     | Blaues Kreuz                                           |
|       | Grønlands Arbejder Sammenslutning                    | GAS    | Grönlands Arbeiterzusammenschluss                      |
|       | Grønlands Arbejdsgiverforening                       | GAF    | Grönlands Arbeitgeberverband                           |
|       | De Grønlandske Kvindeforeningers Sammenslutning      | GKS    | Zusammenschluss der grönländischen Frauenvereinigungen |
|       | Kalaallit Nunaanni Aalisartut Piniartullu Kattuffiat | KNAPK  | Grönländischer Fischer- und Jägerverbund               |

## Ergebnisse

### Gesamtergebnis
- KNAPK: 1
- Unabh.: 16

| Liste                       | Liste                                                        | Stimmen | Stimmen | Stimmen | Sitze  | Sitze |
| Liste                       | Liste                                                        | Anzahl  | %       | +/−     | Anzahl | +/−   |
| --------------------------- | ------------------------------------------------------------ | ------- | ------- | ------- | ------ | ----- |
|                             | Unabhängige Kandidaten                                       | 12.029  | 84,7    | −0,9    | 16     | ±0    |
|                             | Kalaallit Nunaanni Aalisartut Piniartullu Kattuffiat (KNAPK) | 923     | 6,5     | +3,5    | 1      | +1    |
|                             | De Grønlandske Kvindeforeningers Sammenslutning (GKS)        | 402     | 2,8     | +2,8    | –      | ±0    |
|                             | Blå Kors (BK)                                                | 354     | 2,5     | +2,5    | –      | ±0    |
|                             | Grønlands Arbejder Sammenslutning (GAS)                      | 339     | 2,4     | +2,4    | –      | ±0    |
|                             | Grønlands Arbejdsgiverforening (GAF)                         | 155     | 1,1     | +1,1    | –      | ±0    |
|                             | Inuit-partiet (Ip)                                           | 0       | 0,0     | −7,3    | –      | −1    |
| Gesamt                      | Gesamt                                                       | 14.202  | 100,0   |         | 17     | ±0    |
| Gültige Stimmen             | Gültige Stimmen                                              | 14.202  | 97,1    |         |        |       |
| Leere und ungültige Stimmen | Leere und ungültige Stimmen                                  | 426     | 2,9     |         |        |       |
| Wahlbeteiligung             | Wahlbeteiligung                                              | 14.628  | 67,7    |         |        |       |
| Wahlberechtigte             | Wahlberechtigte                                              | 21.610  | 100,0   |         |        |       |
| Quelle:                     |                                                              |         |         |         |        |       |

### Wahlkreisergebnisse
| Wahlkreis                                     | Gewählter Kandidat               | erhaltene Stimmen | %    | gültige Stimmen | Wahlbeteiligung (%) |
| --------------------------------------------- | -------------------------------- | ----------------- | ---- | --------------- | ------------------- |
| Nanortalik                                    | Marius Abelsen (w)               | 453               | 40,7 | 1112            | 78,5                |
| Julianehåb                                    | Jonathan Motzfeldt (n)           | 573               | 47,6 | 1209            | 80,4                |
| Narssaĸ                                       | Johan Knudsen (n)                | 410               | 46,7 | 878             | 74,3                |
| Frederikshåb                                  | Ole Berglund (n)                 | 288               | 32,6 | 883             | 65,5                |
| Godthåb                                       | Lars Emil Johansen (n)           | 747               | 31,5 | 2374            | 57,6                |
| Sukkertoppen                                  | Alibak Josefsen (w)              | 377               | 34,3 | 1098            | 63,3                |
| Holsteinsborg                                 | Jørgen C. F. Olsen (w)           | 418               | 43,0 | 973             | 61,2                |
| Kangâtsiaĸ                                    | Nikolaj Karlsen (n)              | 197               | 58,6 | 337             | 83,8                |
| Bugten (Jakobshavn & Christianshåb)           | Lars Chemnitz (w)                | 483               | 34,9 | 1382            | 64,4                |
| Egedesminde                                   | Otto Steenholdt (n)              | 357               | 35,2 | 1013            | 70,3                |
| Godhavn                                       | David Broberg (w)                | 436               | 77,3 | 565             | 71,6                |
| Ũmánaĸ                                        | Elisabeth Johansen (w)           | 222               | 26,8 | 828             | 81,0                |
| Upernavik                                     | Knud Kristiansen (w)             | 255               | 42,5 | 600             | 77,8                |
| Thule                                         | K'issúnguaĸ Kristiansen (w)      | 124               | 61,4 | 202             | 72,9                |
| Angmagssalik                                  | Erinartêĸ Jonathansen (n)        | 147               | 25,0 | 587             | 57,8                |
| Scoresbysund                                  | Andreas Sanimuínaĸ (n)           | 81                | 50,0 | 162             | 75,8                |
| Ausgleichsmandat                              | Niels Carlo Heilmann (KNAPK) (n) | 312               |      |                 |                     |
| Anmerkung: (n) neu gewählt; (w) wiedergewählt |                                  |                   |      |                 |                     |

### Listenergebnisse
Um ein Ausgleichsmandat zu erhalten, musste eine Liste mehr als 887 Stimmen erhalten. Das traf auf die Liste des KNAPK zu. Somit wurde ihr Kandidat mit den meisten Stimmen Niels Carlo Heilmann gewählt. Die anderen Listen blieben unter der notwendigen Anzahl von 887 Stimmen.

## Folgen
Lars Chemnitz wurde zum Landesratsvorsitzenden gewählt und löste Erling Høegh damit in diesem Amt ab. Außerdem wurde Jonathan Motzfeldt zum stellvertretenden Vorsitzenden gewählt.